# Schönebeck (Wupper)
| Zuläufe und Bauwerke \| Schönebeck \| Schönebeck \| Schönebeck \| \| ----------------------- \| ---------- \| ------------------------ \| \| Legende \| \| \| \| Wuppertal \| \| Wuppertal \| \| Bundesautobahn 46 \| \| \| \| \| \| \| \| Alter Schönebecker Bach \| \| \| \| \| \| \| \| \| \| Bahnstrecke Loh–Hatzfeld \| \| Bahnhof Wuppertal-Loh \| \| \| \| \| \| Wuppertaler Nordbahn \| \| \| \| \| \| Wupper \| \| \| |  |                          |
| Schönebeck |  |                          |
| Legende |  |                          |
| Wuppertal |  | Wuppertal                |
| Bundesautobahn 46 |  |                          |
| |  |                          |
| Alter Schönebecker Bach |  |                          |
| |  |                          |
| |  | Bahnstrecke Loh–Hatzfeld |
| Bahnhof Wuppertal-Loh |  |                          |
| |  | Wuppertaler Nordbahn     |
| |  |                          |
| Wupper |  |                          |

Die Schönebeck ist ein rechter Zufluss der Wupper im Stadtbezirk Barmen der nordrhein-westfälischen Großstadt Wuppertal.

## Lage und Topografie
Die Schönebeck entspringt auf 240 Meter ü. NN an der Anschlussstelle Barmen der Bundesautobahn 46 im Wohnquartier Hatzfeld. Nach wenigen Metern entschwindet der Bach in einer Dole und kommt bis zu seiner Mündung nicht mehr an die Oberfläche. Sein künstlicher Verlauf führt den Bach unterhalb den Straßen Schönebecker Straße, Rudolfstraße und Loher Straße in südwestliche Richtung talwärts. Als einziges Nebengewässer erhält der Bach Zufluss von dem Alten Schönebecker Bach.
Er unterquert östlich des Bahnhofs Wuppertal-Loh die stillgelegten Bahnstrecken Loh–Hatzfeld und die Wuppertaler Nordbahn und erreicht im Unterbarmer Wohnquartier Loh nach  ca. 1,8 Kilometern auf 151 Meter ü. NN die Wupper.